# Kurznasenbär
Der Kurznasenbär (Arctodus simus), auch Riesen-Kurzschnauzenbär oder Bulldoggenbär, war ein sehr großer Vertreter der Bären, der bis zum Ende des Pleistozäns, vor etwa 11.000 Jahren in Nordamerika lebte.

## Anatomie
Er war vermutlich eines der größten Raubsäugetiere, das während der Eiszeit auf der Erde gelebt hat. Allerdings scheinen einige frühe fleischfressende Riesensäugetiere wie Andrewsarchus, Sarkastodon und Megistotherium noch größer gewesen zu sein.
Die Schulterhöhe betrug nach den Skelettfunden rund 1,5 bis 1,8 Meter, aufgerichtet erreichte er eine Größe von 3,40 m. Man errechnete, dass die männlichen Exemplare im Schnitt etwas über 600 kg wogen, die größten Männchen konnten aber vermutlich bis zu 1000 kg wiegen, gut 200 kg schwerer als die größten Kodiakbären oder Eisbären. Wie bei den meisten heutigen Bärenarten auch war der Sexualdimorphismus betreffend Größe und Stärke bei den Kurznasenbären stark ausgeprägt. In der Riverbluff Cave, einer Höhle in Missouri, fand man Krallenspuren von einem Kurznasenbären in 4,57 m Höhe, was bewies, dass dieser Bär mindestens 3,65 m groß war.
Neben der besonders kurzen Schnauze, der er seinen Namen verdankt, weist seine Anatomie weitere Besonderheiten innerhalb der Familie der Bären auf. Von allen bekannten Bären hatte Arctodus das am stärksten auf eine carnivore (fleischfressende) Lebensweise ausgerichtete Gebiss. Seine Eckzähne waren kräftig und standen weit auseinander wie bei einer Raubkatze, was ihm zusammen mit der enormen Kiefermuskulatur einen kräftigen Todesbiss ermöglichte. Zudem bildeten die Seitenzähne eine sehr effiziente Brechschere zum Zerschneiden von Fleisch, Sehnen, Haut und Knochen. Insgesamt ist der Schädel in seinen Proportionen dem einer großen Raubkatze viel ähnlicher als einem Braun- oder Schwarzbären.

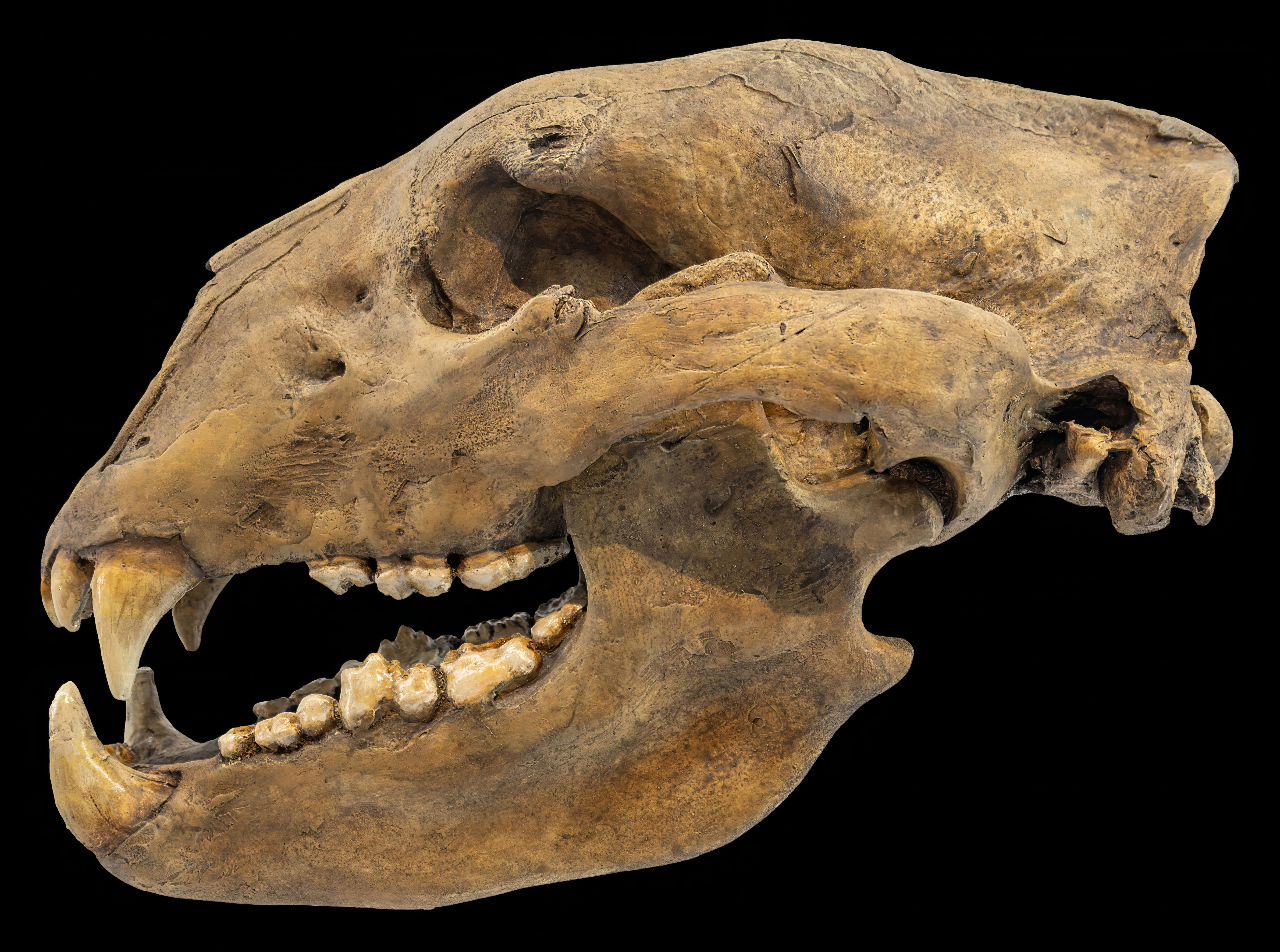
Schädelskelett eines Arctodus im Royal Tyrrell Museum of Palaeontology, Drumheller

Für einen Bären unverhältnismäßig lange Gliedmaßen weisen darauf hin, dass er als Läufer weitaus schneller und ausdauernder gewesen sein muss als heutige Bären, die auf kurze Entfernungen durchaus die Geschwindigkeit eines galoppierenden Pferdes erreichen. Eine besonders abfallende Rückenlinie und zwei markante Schulterhöcker erinnern an den Körperbau einer Hyäne, wobei seine Fortbewegungs- und Ernährungsart als Räuber und opportunistischer Aasfresser durchaus ähnlich gewesen sein kann. Allerdings sollte man bedenken, dass etwa die heutigen Tüpfelhyänen sehr aktive und erfolgreiche Raubtiere sind, die selbst so große und wehrhafte Beutetiere wie Zebras jagen, und ausschließlich von Aas lebende Raubtiere nicht vorkommen. Der Jagderfolg ist bei den Hyänen auf die Jagd in Gruppen zurückzuführen. Arctodus simus war jedoch wahrscheinlich ein Einzelgänger.

## Verbreitung
Der Kurznasenbär bewohnte große Teile des nordamerikanischen Kontinents.  Im Norden erreichte die Art Alaska, wo sie etwa durch 27.000 Jahre alte Fossilien vom Ikpikpuk-Fluss bekannt ist. Die bei weitem häufigsten Knochenfunde machte man im heutigen Kalifornien. Daten, die durch Beschleuniger-Massenspektrometrie erhoben wurden, bestätigen, dass der Kurznasenbär erst am Übergang vom Pleistozän zum Holozän vor etwa 11.000 Radiokohlenstoffjahren ausstarb.

## Lebensweise

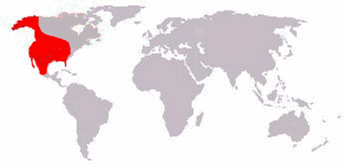
Verbreitungsgebiet des Kurznasenbären

Mit seinem übergroßen Riechorgan hätte er einen Kadaver eines Großsäugers der damaligen Eiszeit, wie etwa des Wollhaarmammuts, schon aus großer Entfernung gewittert, um ihn dann mit seinen kräftigen Kiefern aufzubrechen, die Knochen zu zermalmen und bevorzugt das proteinhaltige Knochenmark zu verzehren. Wie in heutigen afrikanischen und asiatischen Ökosystemen werden aber Kadaver von so großen Tieren mit langer Lebenserwartung und geringer Reproduktionsrate nur äußerst selten den Speiseplan des Arctodus bereichert haben, zudem fehlten dem Kurzschnauzenbären die massiv vergrößerten und hochkronigen Seitenzähne des knochenzermalmenden Hyänengebisses, weshalb es fraglich ist, ob er tatsächlich in der Lage war, die Knochen wirklich großer Tiere aufzubrechen.
Mit dem Aussterben der anderen Großsäugetiere zum Ende der Eiszeit (quartäre Aussterbewelle) fand sich auch für ihn keine adäquate Nahrung mehr, und er ging somit etwa 11.000 Jahre v. Chr. dem gleichen Ende entgegen. Höchstwahrscheinlich war auch der Kurznasenbär ein opportunistisches Raubtier, das zumeist auf Jagd ging, wobei ihm seine langen und auf schnelles Laufen ausgerichteten Beine gute Dienste leisteten. Wahrscheinlich zählten große Pflanzenfresser wie Pferde, Bisons, Kamele und verschiedene Hirscharten zu seiner bevorzugten Beute. Auch unter den heutigen Grizzlybären gibt es immer wieder welche, die relativ oft größere Beute jagen. Der langbeinige, auf Fleisch spezialisierte Kurznasenbär war mit Sicherheit auch ein recht guter Jäger, der fähig war, sehr große und wehrhafte Beutetiere zu überwältigen. Andererseits nutzte er wie die meisten übrigen Raubtiere jede Gelegenheit, um von frischen Kadavern zu fressen und kleineren Räubern die Beute abzunehmen. Ihn darum als reinen Aasfresser anzusehen ist jedoch spekulativ.

## Verwandtschaft
Der nächste heute noch lebende Verwandte ist der Brillenbär in Südamerika. Aus Florida kennt man eine verwandte Form, Tremarctos floridanus, die sich ähnlich dem europäischen Höhlenbären anscheinend vor allem auf pflanzliche Kost spezialisiert hatte und etwas größer als der rezente Brillenbär war. Das Aussterben des Kurznasenbären begünstigte seine kleineren und schwächeren Verwandten, die Braunbären, die sich nun weiter ausbreiten konnten, da sie zum einen weniger Konkurrenz hatten und zum anderen möglicherweise von den großen aggressiven Kurzschnauzenbären auch gejagt und gefressen wurden.

## Belege
1. ↑   Riverbluff Cave - Die offizielle Website. 22. Juni 2016.
2. ↑  C. S. Churcher, A. V. Morgan, L. D. Carter: Arctodus simus from the Alaskan Arctic Slope. In: Canadian Journal of Earth Sciences. Band 30, Nr. 5, 1993 S. 1007–1013, doi:10.1139/e93-084.
3. ↑  Archivierte Kopie (Memento des Originals vom 14. November 2014 im Internet Archive)  Info: Der Archivlink wurde automatisch eingesetzt und noch nicht geprüft. Bitte prüfe Original- und Archivlink gemäß Anleitung und entferne dann diesen Hinweis. Datenblätter, San Diego Zoo, Juli 2009
4. ↑  Blaine W. Schubert: Late Quaternary chronology and extinction of North American giant short-faced bears (Arctodus simus). In: Quaternary International. Band 217 Nr. 1–2, 15 April 2010, S. 188–194, doi:10.1016/j.quaint.2009.11.010.